# Ferdinand Matt (Pfarrer, 1893)
Ferdinand Matt (* 21. Februar 1893 in Ruggell; † 5. Oktober 1953 in Zürich) war ein Liechtensteiner-Schweizer Pfarrer und Kanonikus. In Abgrenzung zu seinem Onkel, dem katholischen Theologen und Pfarrer Ferdinand Matt (1862–1909), wurde er auch Ferdinand Matt II genannt. 

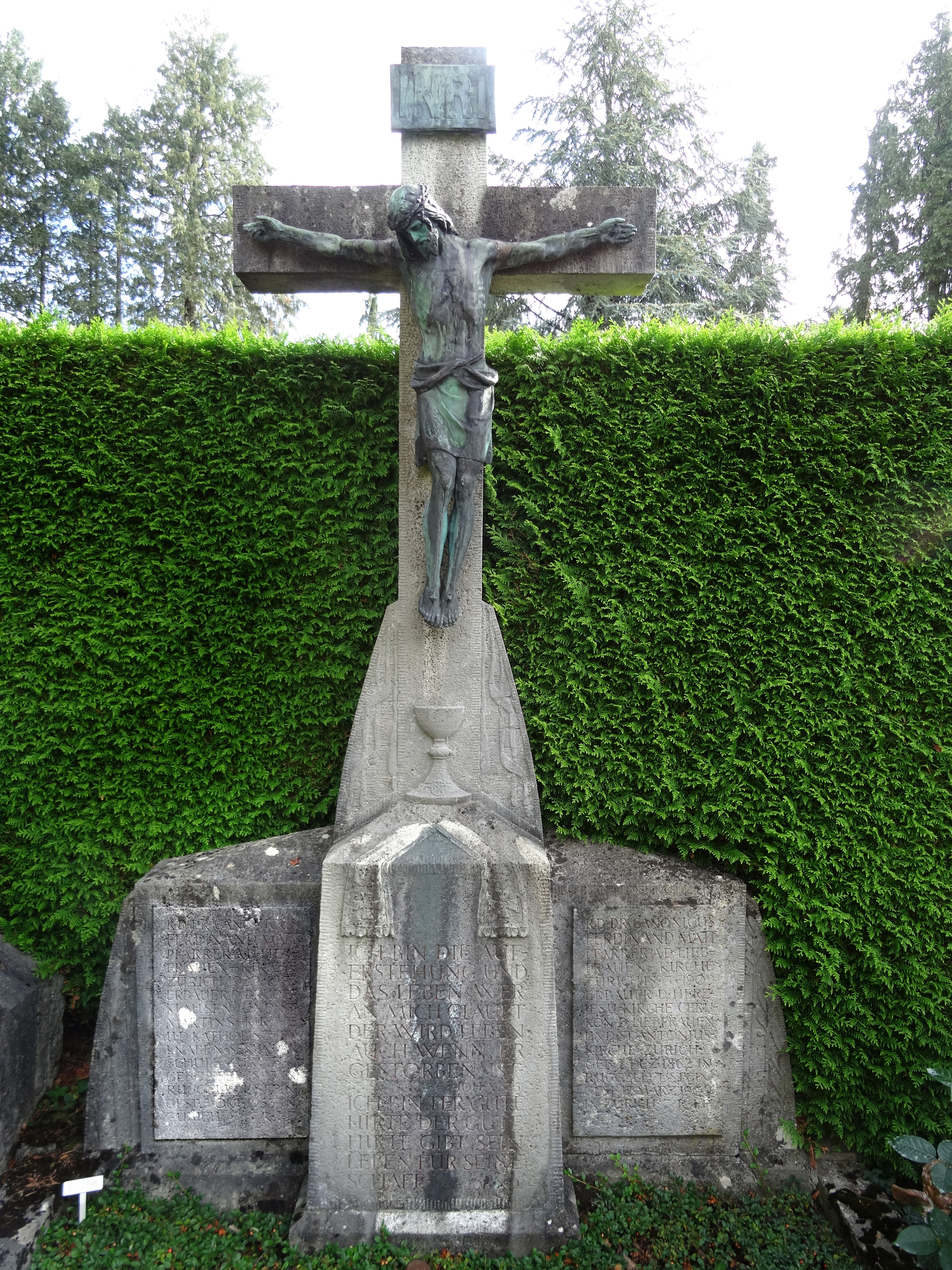
Grab, Friedhof Enzenbühl, Zürich

## Leben und Werk
Ferdinand Matt studierte an der Päpstlichen Universität Gregoriana in Rom und an der Universität Innsbruck, wo er auch den Doktortitel der Theologie erwarb. 
1918 wurde Matt zum Priester geweiht und war anschliessend bis 1922 als Vikar an der Kirche St. Anton in Hottingen tätig. Von 1922 bis 1928 war er Vikar an der Liebfrauenkirche Zürich und von 1929 bis 1953 Pfarrer an dieser Kirche.
Ab 1938 war er Domherr in Chur und veranlasste den Bau der Kirchen Bruder Klaus und St. Martin in Zürich. Als Pfarrer mit besonderem sozialem Gefühl gründete er die katholische Sekundarschule für Knaben und war Präsident des 1924 gegründeten katholischen Pfadfinderkorps St. Georg in Zürich. 1952 wurde er in Zürich eingebürgert.
Ferdinand Matt fand im Grabfeld seines Onkels auf dem Friedhof Enzenbühl seine letzte Ruhestätte.